# Russelliana sebastiani
Russelliana sebastiani är en insektsart som beskrevs av Burckhardt 2008. Russelliana sebastiani ingår i släktet Russelliana och familjen rundbladloppor. Inga underarter finns listade i Catalogue of Life.